# Грешнов, Александр Капитонович
Александр Капитонович Грешнов (15 декабря 1909, станица Слащёвская, Область Войска Донского — 4 января 1991, Москва) — советский организатор строительного производства. Генерал-майор инженерно-строительной службы (1965). Герой Социалистического Труда. Лауреат Сталинской премии первой степени.

## Биография
Родился 15 декабря 1909 года в станице Слащёвская области Войска Донского (ныне в составе Кумылженского района Волгоградской области) в семье потомственного священнослужителя. Русский.
Закончил семь классов средней школы.
С 1926 года работал учеником токаря и токарем на механических заводах в Луганске и Новочеркасске и одновременно в 1932 году окончил рабфак, а в 1937 году — Новочеркасский индустриальный институт.
Член КПСС.
С 1937 года работал в тресте «Волгострой» в Рыбинске (Ярославская область) на должностях старшего инженера отдела мостов, старшего прораба и заместителя начальника строительства станции «Волга» Ярославской железной дороги.
После начала Великой Отечественной войны, в июле 1941 года получил срочное задание построить железнодорожную ветку «Чистый Мох», ведущую к авиазаводу. В августе 1941 года был направлен на Южный фронт, где до марта 1942 года служил в составе 5-й сапёрной армии начальником 3-го района оборонительных сооружений 39-го армейского полевого строительного управления (39 АПСУ). Обеспечивал строительство оборонительных сооружений и прошёл путь от райцентра Новые Санжары на Украине до Сталинграда, где им были выполнены задания по строительству сооружений в районе железнодорожной станции Суровикино.
В марте 1942 года по решению ГКО СССР был назначен на должность начальника участка треста «Челябметаллургстрой» на строительстве Челябинского металлургического завода.
С 1946 года работал на стройках советского атомного проекта на военизированных должностях (для чего в январе 1948 года был призван в ряды Советской Армии, с присвоением первичного звания инженер-капитана): начальника участка, с 1951 года — на должностях главного инженера района, начальника 4-го строительного района и заместителя начальника строительства, а с 1958 года — на должности начальника строительства № 247 Южно-Уральского управления строительства МВД СССР, строившего в Озёрске (Челябинская область) комбинат № 817, известный сейчас как НПО «Маяк». В том же 1958 году ему было присвоено звание инженер-полковника.
В июне 1959 года был назначен на должность начальника строительства № 601 управления «Химстрой» Министерства среднего машиностроения СССР, находясь на которой, руководил строительством объектов Сибирского химического комбината в городе Томск-7 (ныне город Северск, Томская область). Также впервые управление, до этого работавшее на секретных объектах атомной отрасли, стало привлекаться к выполнению народнохозяйственных (строительство Новосибирского академгородка и жилых районов в Северске) и военных (строительство пусковых комплексов для Ракетных войск стратегического назначения на территории Казахской ССР) задач.
Указом Президиума Верховного Совета СССР от 7 марта 1962 года за выдающиеся достижения в строительстве объектов оборонного значения ему было присвоено звание Героя Социалистического Труда с вручением ордена Ленина и медали «Серп и Молот».
В 1965 году постановлением Совета Министров СССР ему было присвоено воинское звание генерал-майора инженерно-технической службы.
С 1 января 1968 года был назначен на должность заместителя главного инженера 9-го Главного управления проектирования и капитального строительства Министерства среднего машиностроения СССР. По должности курировал строительство объектов советского атомного комплекса, таких как Ускорительно-накопительный комплекс в Протвино (Московская область), установка «Токамак-15» в Институте имени И. В. Курчатова, Игналинская и Ленинградская АЭС.
В 1982 году вышел на пенсию. Умер 4 января 1991 года в Москве. Похоронен на Троекуровском кладбище.

## Награды
- Медаль «Серп и Молот» (7.03.1962);
- Два ордена Ленина (29.10.1949, 7.03.1962);
- Два ордена Трудового Красного Знамени (4.01.1954, 29.07.1966);
- Орден Отечественной войны 1-й степени (11.05.1985);
- Орден «Знак Почёта» (29.04.1943);
- Медаль «За оборону Сталинграда» (1943);
- Медаль «За победу над Германией в Великой Отечественной войне 1941—1945 гг.» (1945);
- Медаль «За доблестный труд в Великой Отечественной войне 1941—1945 гг.» (1946);
- Медаль «За безупречную службу» трёх степеней (1959, 1963, 1967);
- Юбилейная медаль «За доблестный труд (За воинскую доблесть). В ознаменование 100-летия со дня рождения Владимира Ильича Ленина» (1970);
- Медаль «Ветеран Вооружённых Сил СССР» (1976);
- др. медали СССР.
- Лауреат Сталинской премии первой степени (6.12.1951).